# کوودا ماوا
کوودا ماوا (به لهستانی:  Kłoda Mała) یک روستا در لهستان است که در گمینا زالشه واقع شده‌است.